# Questionamento socrático

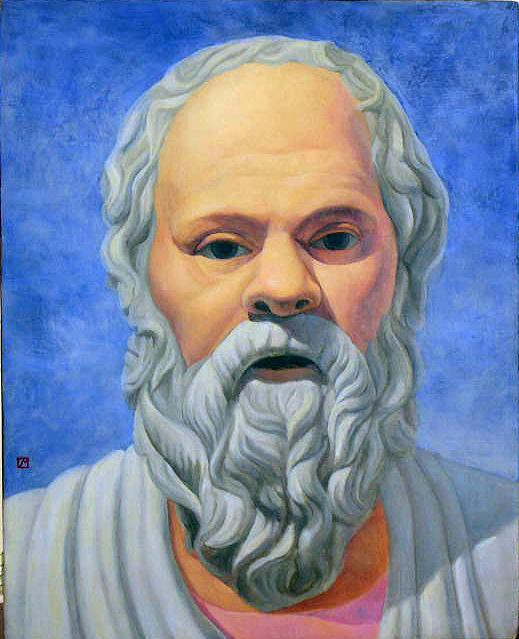
Representação de Sócrates

Questionamento socrático (ou maiêutica socrática) é questionamento disciplinado que pode ser usado para perseguir o pensamento ainda que em muitas direções e muitos propósitos: explorar ideias complexas, para chegar a verdade das coisas, abrir questões e problemas, descobrir suposições, analisar conceitos, diferenciar o que nós sabemos e o que não sabemos, seguir implicações lógicas do pensamento ou controlar a discussão. A chave para diferenciar o questionamento socrático do questionamento em si é que o questionamento socrático é sistemático, disciplinado, profundo e usualmente foca em conceitos fundamentais, princípios, teorias, questões ou problemas. Questionamento socrático é que se refere em lecionar, e tem circulado como um conceito em educação, particularmente nas duas últimas décadas. Professores, estudantes ou de fato qualquer interessado em explorar o pensamento em um nível mais profundo pode e deve construir questões socráticas e se empenhar nessas questões. Questionamento socrático e suas variantes também tem sido extensivamente usadas em psicoterapia e aconselhamento.

## Pedagogia
Quando professores usam o questionamento socrático no ensinamento, o proposito pode ser para sondar o pensamento do estudante, determinar o extensão do conhecimento do estudante em um determinado tópico, questão ou assunto, modelar o questionamento socrático para o estudante ou ajudar na análise do conceito ou linha de raciocínio do estudante. É sugerido que estudantes devem aprender a disciplina de questionamento socrático para que então eles comecem a usa-los em raciocínios através de questões mais complexas, em entender e acessar o pensamento de outros e seguir as implicações do que eles e outros pensam. De fato, o próprio Sócrates pensou que questionamento era forma defensiva de ensinar.
No ensino, professores podem usar questionamento socrático para pelo menos dois propósitos:
- Para  sondar mais profundamente o pensamento do estudante, ajudar estudantes a diferenciar o que eles sabem ou entendem do que eles não sabem ou não entendem (e para ajuda-los a desenvolver humildade intelectual no processo).
- Para criar nos alunos a habilidade de perguntar questões socráticas, para ajudar estudantes a adquirir poderosas técnicas de dialogo socrático, para que então eles possam usar essas técnicas no dia a dia (por questionar a si mesmos e outros). Com esse fim, professores podem modelar os questionamentos estratégicos que eles querem que estudantes simulem empreguem. Além disso, professores precisam ensinar diretamente aos estudantes como construir e perguntar questões profundas. Além disso, estudantes precisam melhorar suas habilidades de questionamento.

Questionamento socrático elucida a importância de questionar no aprendizado. Esclarece a diferença entre o pensamento sistemático e fragmentado. Nos ensina a escavar debaixo da superfície de nossas ideias. Nos ensina o valor de desenvolver questionamento de nossas mentes em cultivar um aprendizado mais profundo. Integrando questões socráticas da seguinte maneira na classe de aula ajuda a desenvolver aprendizes ativos e independentes.
1. Fazendo com que estudantes esclareçam seus pensamentos.
e.g., ‘Por que você diz isso?’, ‘Você poderia explicar mais?’
2. Desafiando estudantes sobre suposições.
e.g., ‘Esse é sempre o caso?’, ‘Por que você pensa que essa suposição entra aqui?’
3. Evidência como uma base para argumentar
e.g., ‘Por que diz isso?’, ‘Existe algum motivo para duvidar dessa evidência?’
4. Pontos de vistas e perspectivas alternativas
e.g., ‘Qual é o contra argumento?’, ‘Alguém pode ver isso de outra maneira?’
5. Implicações e consequências
e.g., ‘Mas se... aconteceu, o que poderia resultar?’, ‘Como... afeta...?’
6. Perguntar sobre a questão
e.g., ‘Por que você acha que eu perguntei essa questão?’, ‘Por que a questão foi...?’

A arte do questionamento socrático está conectada com o pensamento crítico porque a arte de questionamento é importante para a excelência do pensamento. O que a palavra “socrática” adiciona para a arte do questionamento é sistematicamente profundo e um interesse permanente em acessar a verdade ou plausibilidade das coisas.
Ambos pensamento crítico e questionamento socrático procuram o significado e a verdade. O pensamento crítico fornece as ferramentas racionais para monitorar, acessar e talvez reconstituir ou redirecionar nosso pensamento e ação. O questionamento socrático coa explicitamente em enquadrar o auto direcionamento, disciplinar questões para atingir um objetivo.

## Psicologia
Questionamento socrático também tem sido utilizado em terapia, mais notavelmente como uma técnica de reconstrução cognitiva em terapia cognitiva, Logoterapia e psicoterapia Adleriana clássica. O proposito aqui é ajudar a revelar as suposições e evidencias que sustentam o pensamento das pessoas e respeito de problemas. Um conjunto de questões socráticas em terapias cognitivas para lidar com pensamentos automáticos que angustia o paciente.
1. Revelando o problema: ‘Que evidencia sustenta essa ideia? E que evidencia é contra ela sendo verdade?’
2. Concebendo alternativas razoáveis: ‘O que poderia ser outra explicação ou ponto de vista para a situação? Por que outra razão isto aconteceu?’
3. Examinando várias consequências potenciais: ‘Quais são os piores, melhores, suportáveis e o resultado mais realistas?’
4. Avaliar aquelas consequências: ‘Qual é o efeito de pensar ou acreditar nisso? O que poderia ser o efeito de pensar diferentemente e não mais segurar nessa crença?’
5. Distanciamento: ‘Imagine um amigo/membro familiar especifico na mesma situação ou se eles  visualizassem a situação desse modo, o que eu diria a eles?’

O uso cuidadoso do questionamento socrático permite ao terapeuta um desafio recorrente ou isolando instancias de um pensamento ilógico de uma pessoa enquanto mantem uma posição aberta que respeita a lógica interna para mesmo o mais aparente pensamento ilógico.